# 汞

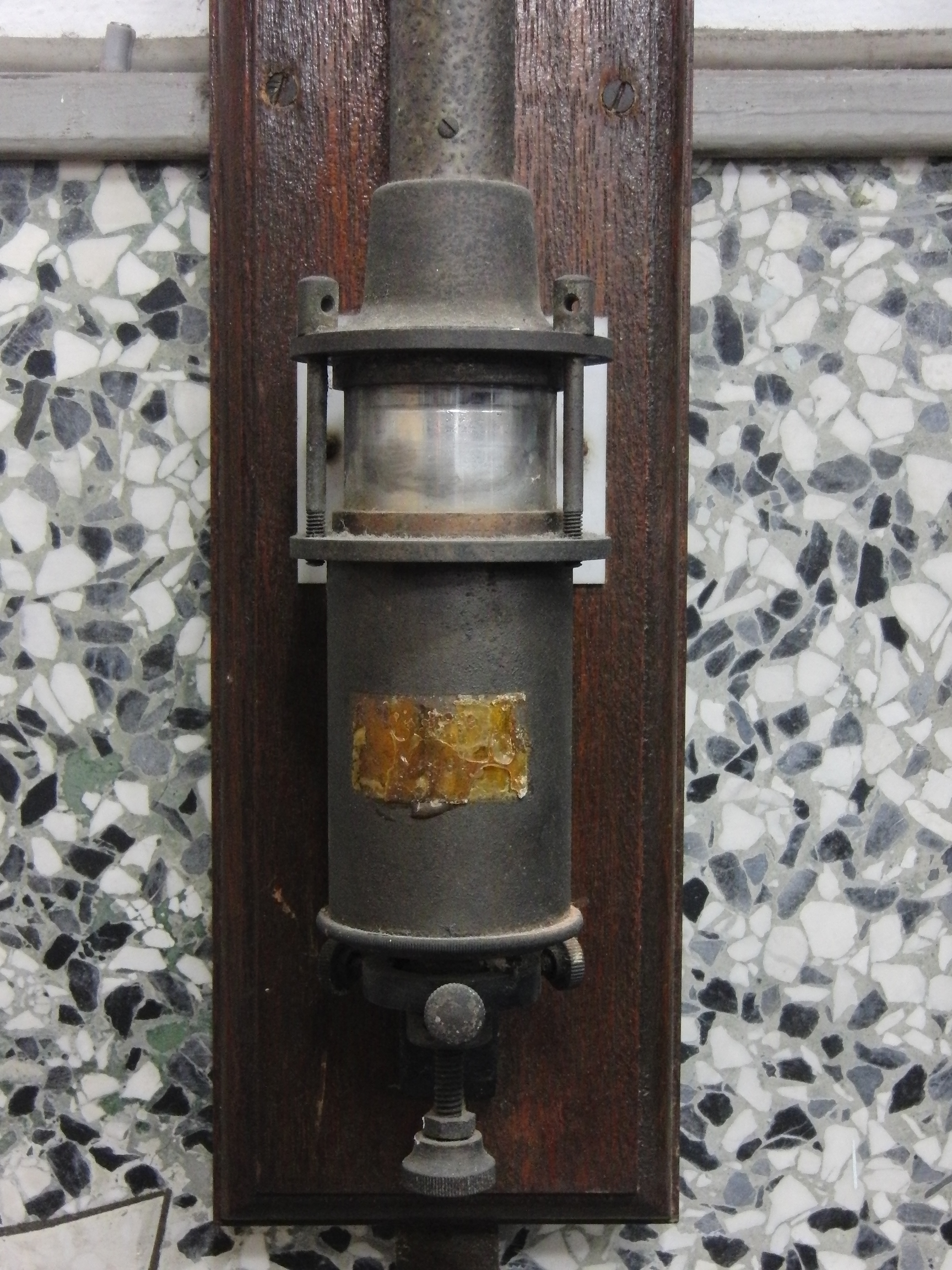
用於量測氣壓的水銀柱氣壓計中的水銀儲存槽

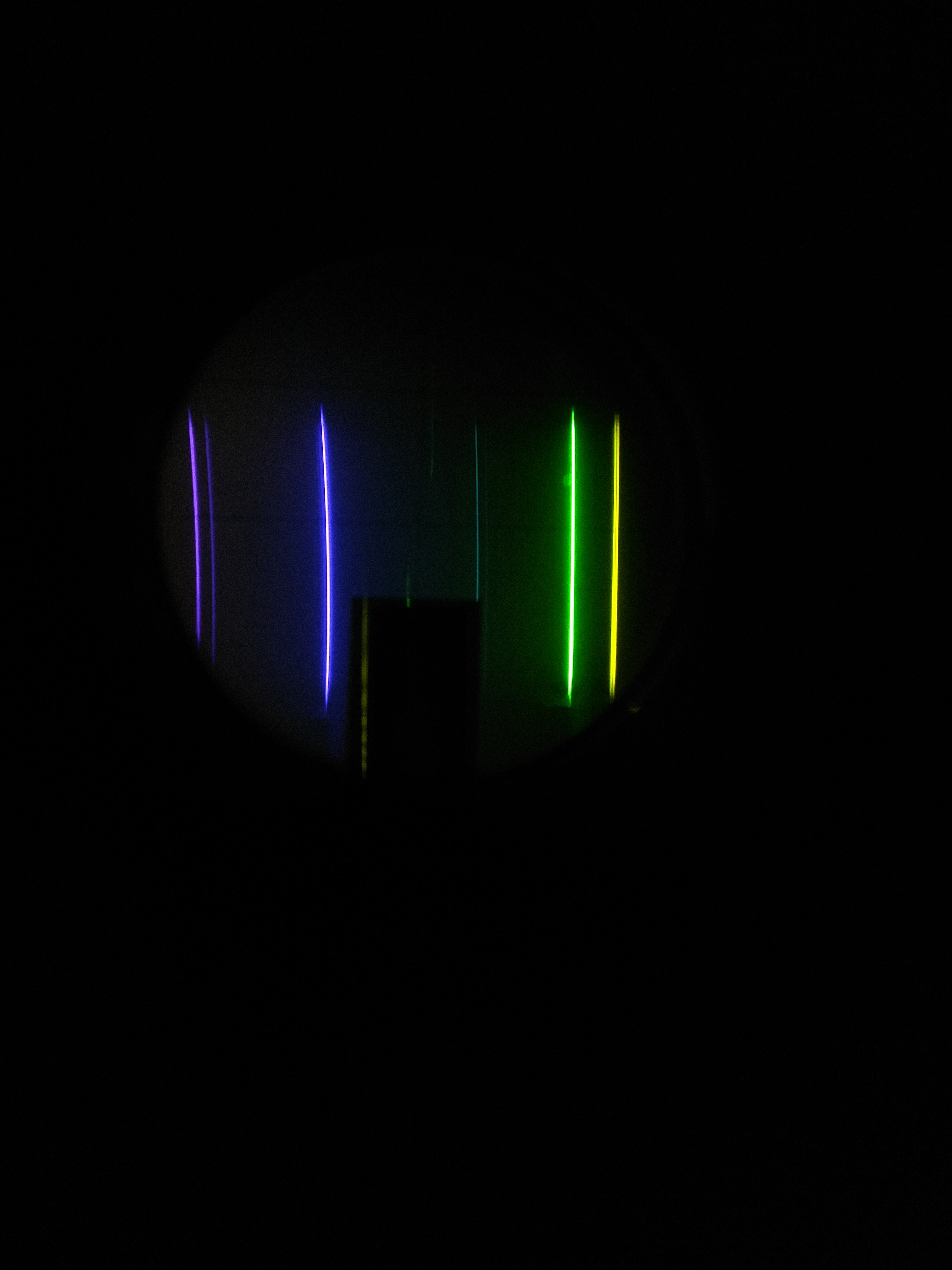
使用棱镜分光计观测的可见光波段汞原子光谱

汞，俗稱水银，是一種化學元素，其化學符號为Hg，原子序數为80，原子量為200.592 u。汞在元素周期表中位於d區，是密度大、室溫下為液態的銀白色过渡金属，具有輕微的揮發性，且性质与稀有气体类似。除了汞之外在常溫下呈液態的穩定元素只有溴，而銫、鎵和銣會在比室溫稍高的溫度下熔化。汞的熔点是−38.83 °C（−37.89 °F；234.32 K），沸點是356.73 °C（674.11 °F；629.88 K），是所有金屬元素中液態溫度範圍最小的。
汞在全世界的矿产中都有产出，主要来自朱砂（硫化汞）。摄入或吸入的朱砂粉尘都是微毒的。汞中毒还能由接触可溶解于水的汞（例如氯化汞和甲基汞）引起，或是因吸入汞蒸气，食用被汞污染的海产品或吸食入汞化合物引起中毒。
汞可用于溫度計、氣壓計、壓力計、血壓計、浮閥、水銀開關和其他裝置，但是汞的毒性導致，汞溫度計和血壓計在醫療上正被逐步淘汰，取而代之的是使用酒精、鎵銦錫合金等物質填充，或者是使用基於熱電偶或压力传感器的溫度計和血壓計。汞仍被用于科學研究和補牙的汞合金材料。汞也被用于發光。荧光燈中的電流通过汞蒸氣產生波長很短的紫外線，紫外線使荧光體发出荧光，從而產生可見光。

## 性质

### 物理性质
汞是一种银白色的液态重金属。相较于其它金属，汞导热性能差，而导电性能较佳。
汞的熔点为−38.83 °C，沸点为356.73 °C，都是稳定金属中最低的，不过對放射性元素鎶和鈇的初步实验表明它们的沸点都比汞更低（鎶是元素周期表中汞之下的元素，遵循12族元素沸点降低的趋势）。当汞凝固时，它的体积会降低3.59%，密度从13.69 g/cm3增加到14.184 g/cm3。固体汞具有延展性，可以用刀切割。
对于这个性质的完整解释需要非常深入量子物理的领域，但是可以简述如下：汞的核外电子排布很特别，电子填满了所有1s、2s、2p、3s、3p、3d、4s、4p、4d、4f、5s、5p、5d和6s亚层。由于这样的电子排布强烈地阻止汞原子失去电子，所以汞的性质与稀有气体类似，会形成弱的分子间作用力，以至于固体非常容易熔化。
6s亚层的稳定性是源于全满的4f亚层。f亚层会微弱地屏蔽原子核的电荷，这些电荷会增加原子核对6s亚层的库仑引力。缺少填满的内层f亚层是镉和锌沸点相对较高的原因，尽管这两种金属还是很容易熔化的，而且它们的沸点也非常低。
汞曾經作為電學測量標準。像西門子電阻單位就是在1860年訂定，以汞柱電阻來計算的電阻單位。1884年在巴黎的國際會議中，曾定義「法定歐姆」（legal ohm）是攝氏零度下，長度106公分，截面積為一平方公厘水银柱的电阻，但現今的歐姆已不用上述的定義。
汞是人類史上首先發現到的超導體，其超導臨界溫度為絕對溫標4.2K。
商業上有關汞的交易，通常以一燒瓶的容量為單位，約重34.5公斤。

### 化学性质
汞不与大多数的酸反应，例如稀鹽酸、稀硫酸、氫溴酸；但是氧化性酸，例如浓硫酸、浓硝酸和王水可以溶解汞并形成硫酸盐、硝酸盐和氯化物。汞也可和氫碘酸反應生成氫氣和H2[HgI4]。与银类似，汞也可以与空气中的硫化氢反应。汞还可以与粉末状的硫反应，这一点被用于处理汞泄露以后吸收汞蒸气的工具裡（也有用活性炭和锌粉的）。
汞具有恒定的体积膨胀系数，其金属活跃性低于锌和镉，且不能从酸溶液中置换出氢。一般汞化合物的化合价是+1或+2，+4价的汞化合物只有四氟化汞而+3价的汞化合物不存在。

#### 汞齐
汞容易与大部分普通金属形成合金，这些汞合金统称汞齊。能与汞形成合金的金属包括金和银，但不包括铁，所以铁粉一直以来被用于置换汞。其他一些第一行的过渡金属难于形成合金，但不包括锰、铜和锌。其他不易与汞形成合金的元素有铂和其他一些金属。钠汞齐是有机合成中常用的还原剂，也被用于高压钠灯中。
当汞和纯金属铝接触时，它们易于形成铝汞齐，因为铝汞齐可以破坏防止金属铝的继续氧化的氧化铝层，所以即使很少量的汞也能严重腐蚀金属铝。出于这个原因，绝大多数情况下，汞不能被带上飞机，因为它很容易与飞机上暴露的铝质部件形成合金而造成危险。

### 同位素
汞有七种稳定的同位素，其中202Hg最丰富，占了天然汞的29.86%。汞寿命最长的放射性同位素是半衰期444年的194Hg和半衰期46.612天的203Hg，剩下的放射性同位素半衰期大多少于一天。199Hg和201Hg是最常用的核磁共振原子核，它们的自旋分别是1⁄2和3⁄2。

## 人类对水银的认知歷史
在公元前1500年的古埃及墓中人们就找到了汞的存在。
在古代中国，汞被认为可以延长生命，治疗骨折和保持健康，尽管人们现在已经知道汞会导致严重的健康损害。据史记记载，秦始皇的陵墓中以汞为水，流动在他统治的土地的模型中。秦始皇死于服用炼金术士配制的汞和玉石粉末的混合物，汞和玉粉导致了肝衰竭，汞中毒和脑损害，而它们本来是为了让秦始皇获得永生的。中国古代妇女还曾经采用口服少量汞的方式进行避孕。而在《證類本草》中記載，古代中國人用銀膏（汞齊）來補牙齒脫落。
古希腊人曾将汞用于油膏中，古埃及人和古罗马人把它加入化妆品中，但有时这样的化妆品会导致脸部变形。在玛雅文明的大城市拉玛奈中，人们在一个中美洲球场里的记号下面发现了一池子的水银。在公元前500年左右，汞已用于制造与其他金属的合金。
18世纪和19世纪中汞用来将做毡帽的动物皮上的毛去掉，这在许多制帽工人中导致了脑损伤。在青霉素出现以前，水银也曾一度用于治疗梅毒。
炼金术士认为汞是形成其他所有金属的第一物质。他们认为不同的金属可由汞中包含的不同质量和含量的硫来生成。最纯的金属是金，而人们需要汞来实现不纯的金属（基础金属）到金的转变，这种转变也是很多炼金术士的目标，18世纪初，包括艾萨克·牛顿在内的许多著名科学家都相信水银可以被转化为黄金。现代化学中，Hg是汞的符号，它来自人造的拉丁词hydrargyrum，其词根来自希腊语（hydrargyros），这个词的两个词根分别表示“水”（Hydro）和“银”（argyros），由于汞与水一样是液体，又像银一样闪亮。在西方，人们用罗马神墨丘利来命名汞，墨丘利以他的速度和流动性著名。汞也与水星有关，天文学中水星的符号就是炼金术士给汞的符号“☿”；而英语中水星和汞的名称也相同。炼金术在梵文中叫Rasavātam，意思是“汞的方式”。汞是唯一一种炼金术士给的名字变成现在常用的名称的金属。
自从两千五百年前从西班牙的阿尔马登开始采汞矿以来，它和意大利的阿米塔山和现在的斯洛文尼亚的伊德里亚一直是主要的汞矿来源，直到19世纪末发现了新的汞矿。
1911年，荷蘭科学家海克·卡末林·昂內斯用液氦冷却汞，當温度下降到絕對溫標4.2K時水銀的電阻完全消失，這種現象稱為超導電性，此溫度稱為超導臨界溫度。

## 化合物
汞有两种主要氧化态，+1价和+2价。尽管有声称发现的报告，汞(III)和汞(IV)化合物仍然未知，尽管短寿命的Hg(III)化合物可以通过电化学氧化产生。

### 汞(I)化合物
与同组的锌和镉不同的是，汞一般通过金属键形成简单稳定的化合物。大多数+1价汞的化合物是反磁性的，并且形成二聚离子Hg22+。稳定化合物包括盐酸盐和硝酸盐。+1价汞的络合物可以与强络合剂反应，例如硫离子和氰根离子等，发生歧化，生成Hg2+和单质汞。氯化亚汞，又名甘汞，是一种无色固体，化学式为Hg2Cl2，原子的连接方式为Cl-Hg-Hg-Cl。它是电化学中的一种标准物质，也用于医学中。它可与氯气反应生成氯化汞。氢化亚汞是一种无色气体，化学式为HgH，其中没有汞-汞键。
汞易于与自身结合，形成多汞阳离子，例如Hg32+(AsF6-)2中的Hg32+。

### 汞(II)化合物
+2价是汞最常见的氧化态，也是自然界中非常重要的一种。汞的四种卤化物都存在。+2价汞离子与其他配合体形成正四面体的配合物，但是与卤素形成线性的配合物，与银离子类似。最常见的是氯化汞（又称氯化高汞，升汞，氯化汞(II)），一种易升华的白色固体，是腐蚀性极强的剧毒物品。氯化汞通常形成正四面体的配合物，例如HgCl42-。
氧化汞是汞的主要的氧化物，由汞与高温空气长时间接触后产生。氧化汞加热至近400 °C时会分解成汞和氧气。约瑟夫·普里斯特利早期制造纯氧时曾应用这一反应。与金和银的情况类似，人们对汞的氢氧化物了解较少。
作为一种软金属，汞可以与较重的氧族元素形成稳定的化合物。其中非常突出的是硫化汞，HgS。硫化汞在自然界中以朱砂的形式出现，是一种非常好的朱红色素，常用于印泥。朱砂也是一种矿石中药材，也是道士炼丹的一種常用材料。与硫化锌一样，硫化汞也有两种同质异形体，分别是红色的立方晶体和黑色的闪锌矿结构晶体，后者在天然中以metacinnabar的形式存在。硒化汞（HgSe）和碲化汞（HgTe）也是已知的，它们和其他一些衍生物，例如半导体碲化汞镉和碲化汞锌，都是很好的红外线探测材料。
+2价汞的盐可与氨形成一系列的衍生物，包括米隆碱（Hg2N+)，一维的高聚物 ((HgNH22+)n)，易溶的白降汞（[Hg(NH3)2]Cl2）。奈斯勒试剂，又称碘化汞钾，仍有时被用来测试氨的存在，因为氨容易于其反应形成深色的米隆碱的碘盐。
雷酸汞是一种广泛应用的烈性炸药，用于早期的雷管，但目前已被更稳定的起爆药所代替。

### 更高价的氧化态
高于+2价的氧化态而非离子形态的汞极为罕见。在羟汞化反应中可能会有一种中间产物是环状的有3个取代基的+4价汞离子。2007年，+4价汞的氟化物被合成出来。20世纪70年代曾有人声称合成出了+3价汞的化合物，但是现在普遍认为这是假的。

### 有机汞化合物
在历史上有机汞化合物很重要，但是在西方世界几乎没有工业价值。+2价的汞盐是极少的能直接与芳香环反应的简单的金属复合物。有机汞化合物总是二价的，配位数一般是2，形成直线型化合物。与有机镉化合物和有机锌化合物不同，有机汞化合物不与水反应。有机汞化合物一般形成通式为HgR2或HgRX的化合物，前者多易挥发而后者多为固体。其中R是芳基或烷基，X一般是卤素或乙酸根。甲基汞表示一系列化学式为CH3HgX的化合物。甲基汞危害非常大，经常出现在被污染的河流或湖泊中。甲基汞会导致生物甲基化作用。

### 其它
实验发现在电弧中惰性气体可以与汞蒸气发生相互作用（并未真正发生化学反应）。这些包合物（HgNe、HgAr、HgKr和HgXe）以范德华力相连。

## 毒性
纯汞有毒，其化合物和盐的毒性多数非常高，口服、吸入或接触后可以导致脑和肝损伤，故今天的温度计大多数使用酒精取代汞，但因其精确度高，一些医用温度计仍然使用汞。
在標準氣溫和氣壓下，纯汞最大的危险是它很容易氧化而产生氧化汞，氧化汞容易形成小颗粒从而加大它的表面积。
虽然纯汞比其化合物的毒性低，但它依然是一种很危险的污染物，因为它在生物体内会形成有机化合物。
最危险的汞有机化合物是二甲基汞[(CH3)2Hg]，仅数微升接触在皮肤上就可以致死。
硫化汞是毒性較低的化合物。
汞可以在生物体内积累，很容易被皮肤以及呼吸道和消化道吸收。水俣病是汞中毒的一种。汞破坏中枢神经系統，对口、粘膜和牙齿有不良影响。长时间暴露在高汞环境中可以导致脑损伤和死亡。尽管汞沸点很高，但在室内温度下饱和的汞蒸气已经达到了中毒剂量的数倍。
因此在操作汞时要特别小心。盛汞的容器要特别防止它溢出或蒸发，加热汞或者受热易分解的汞化合物时，一定要在一个通风和过滤良好的罩子下进行。此外，有些汞的化合物即使不受热也会自动还原为纯汞，而纯汞则会蒸发，这往往会被忽视。
如果汞洒出来（例如一些温度计或者荧光灯裡的汞），就需要特别的处理步骤来吸收洒出的汞和避免接触。常用的操作包括把小的液滴聚拢在坚硬的物体表面以便合成大的液滴，这样可以方便用滴管清除；也可以轻柔地把洒出的汞推进一次性的容器。吸尘器和扫帚不能使用，它们会造成汞的扩散。物理清除之后，可以在被汞污染的区域喷洒硫磺粉、锌粉或其他易与汞在室温下形成合金的粉末，然后再收集反应物并妥善处理。在清理过汞以后，再试图清理多孔的表面和衣服裡残存的汞的效果就很差了，所以一般这些物品洒上汞以后应该扔掉。
汞可以导致急性和慢性的中毒。
在污染嚴重的地區，汞可能會隨雨水落下。大氣中大部分的汞來自東亞。

### 自然界中汞的排放
工业时代以前的大气中的汞沉降速率可能是大约4纳克每升积冰。尽管这可以看做是一般的自然界的沉降速率，这个速率会受到当地或者全球的汞的来源的极大影响。火山爆发可以使大气裡的汞增加4到6倍。大气裡大约一半的汞来源于自然界，例如火山。人类活动产生的另一半可以细分为以下来源：
65%来自燃料的燃烧，其中烧煤的火力发电站是最大的来源（美国1999年40%的汞排放来源于此）。这包括了发电站烧的天然气裡未被清除的汞。煤的燃烧排放的汞比油排放的高一到两个数量级，各国具体情况不同。
11%来自金的生产。美国最大的三个点污染源是三个最大的金矿。在加拿大东部，水化学作用从金矿残渣中释放的汞已经是大气中汞的重要来源。
6.8%来自非铁金属的生产，常见来源为熔炉。
6.4%来自水泥的生产。
3.0%来自污物和废物的处理，包括生活垃圾和有害物的处理、火葬场以及下水道污泥的焚化。
3.0%来自氢氧化钠的生产。
1.4%来自生铁和钢的生产。
1.1%来自汞的生产，主要用于电池。
2.0%来自其他所有来源。
以上的百分比来自于2000年人类活动排放的汞，不包括生物燃料燃烧的排放，而这一项在有些地区是很重要的来源。

## 應用

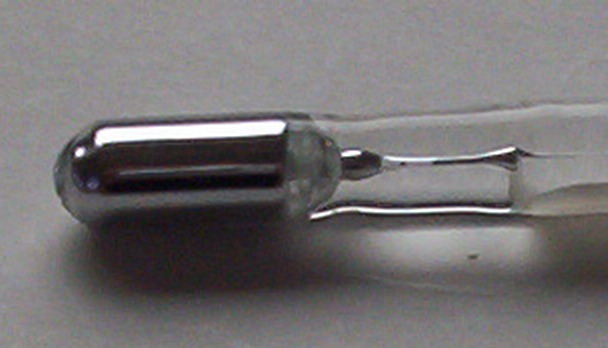
溫度計中的汞

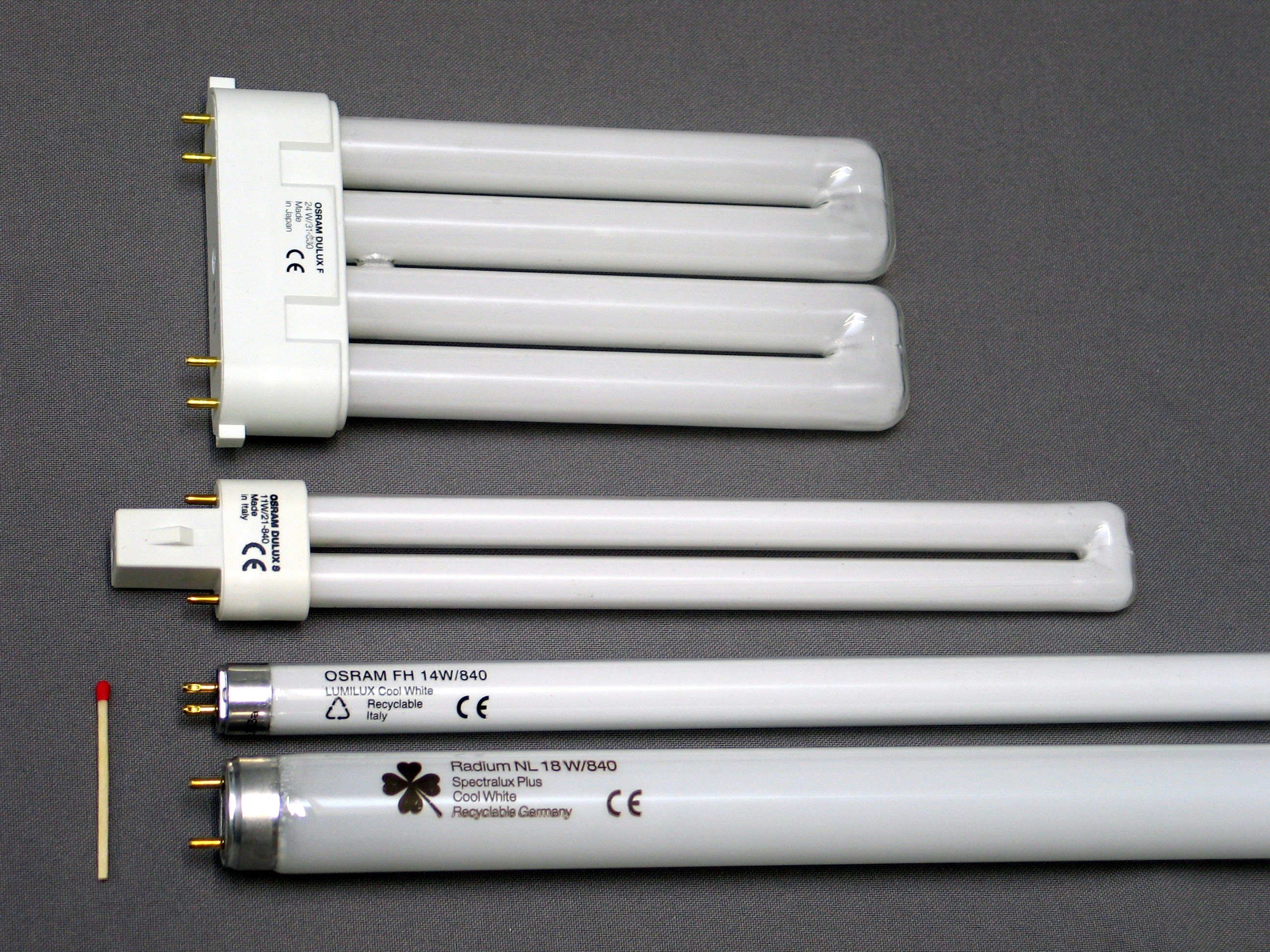
各式各樣的日光燈

汞最常用的應用是造工業用化學藥物以及在電子或電器產品中獲得應用。汞還用於溫度計，尤其是在測量高溫的溫度計。越来越多的氣態汞仍用於製造日光燈，而很多的其他應用都因影響健康和安全的問題而被逐漸淘汰，取而代之的是毒性弱但贵很多的镓铟锡合金。除此之外汞之用途還有：
- 可將金從其礦物中分解出來，因此經常用於金礦。
- 氣壓計和擴散泵等儀器。
- 三相點是-38.8344 °C，它是一個溫度的標準點。
- 氣態汞用於汞蒸氣燈。
- 用於製造液體鏡面望遠鏡。利用旋轉使液體形成拋物面形狀，以此作為主鏡進行天文觀測的望遠鏡，價格為普通望遠鏡的三分之一。
- 1900年代至1970年代，高壓交流電轉換直流電的汞弧管（汞弧整流器）裡面含有汞。從1970年代中期起，汞弧整流器被矽半導體整流器和大功率晶閘管電路所取代。
- 历史上曾被用于治疗梅毒等性病，但由于毒副作用过大而早已被淘汰。
- 其他用途：水銀開關、殺蟲劑、生產氯和氫氧化鈉的過程中作为汞阴极、防腐劑、在一些電解設備中充當電極、電池和催化劑。

### 医药

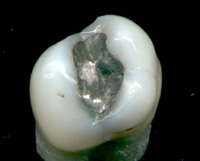
汞齊牙齒填補物

汞和它的化合物一直被用于药物，汞齊對病患是很安全的，是一種製成牙齒填補物的重要元素。尽管现在不如以前那么常见了，因为现在汞和它的化合物的毒性已经被更广泛地知晓（憂心汞齊在高溫時會蒸發出汞蒸汽）。硫柳汞是一种用于疫苗中的有机物防腐剂，尽管它的使用已被禁止。另一种汞化合物，汞溴红，是一种局部外用的消毒剂，用于微小切口和表面创伤；在某些国家它仍被使用。

### 化妝品
硫柳汞（Thiomersal）廣泛用於製造染眉毛膏。在2008年，美國明尼蘇達州成為美國第一個禁止在化妝品中加入汞的州。

## 法規
2013年10月10日，由联合国环境规划署主办的“汞条约外交会议”在日本熊本市表决通过了旨在控制和减少全球汞排放的《关于汞的水俣公约》。该公约的名字是为了纪念在熊本市发现的水俣病。87个国家和地区的代表共同签署了公约。

### 台灣
在台灣的食用油脂食品衛生管理標準中，汞的最大容許量為0.05 ppm。

### 美國
美国国家环境保护局负责汞污染的控制和管理。有几个法律赋予了EPA这项权利，其中包括空气清洁法（Clean Air Act (United States)），水体清洁法（Clean Water Act），资源保护和回收法（Resource Conservation and Recovery Act）和饮水安全法（Safe Drinking Water Act）。此外，1996年通过的含汞电池和可充电电池管理法（Mercury-Containing and Rechargeable Battery Management Act）中要求逐步淘汰汞在电池的使用，并提供了多种类型的废旧电池的经济有效的处理方式。1995年的统计数据中，北美地区的汞排放量约占全球的11%。

### 歐盟
在欧盟，限制在电气和电子设备中使用有害物质的指令（参见危害性物质限制指令）要求在某些电子电器和电子产品中禁止使用汞，而在其他产品中也有汞含量不得超过1000ppm的限制（其附表中亦針對照明光源，如螢光燈管、HID等，訂定分階段實施之更嚴格的汞含量限制）。
包装中汞的含量有一定的限制（汞，铅，六价铬和镉的总和限制为100ppm），并且电池中这些物质的极限为5ppm（鈕扣型電池<2%）。2007年7月起，欧盟也禁止汞在非电测量设备的使用，如温度计和气压计。这项禁令只适用于新设备，医疗机构将获得豁免，并包含了一个给气压计制造商的两年宽限期。

### 挪威
2008年1月1日，挪威頒布對於汞在製造業上的使用和汞產品的進出口行為完全禁止的法令。在2002年，某些挪威的湖泊被發現受到汞污染。
2008年，挪威環境部部長Erik Solheim表示汞是其中一種最具危險性的環境毒素，而目前已有更好汞代替物，因此汞的使用將被禁止。

### 瑞典
瑞典从2009年开始禁止汞的使用。

### 丹麥
丹麦从2008年起在牙科中禁止使用汞齐。

### 中國大陸
根据2017年8月15日环境保护部印发的《〈关于汞的水俣公约〉生效公告》，《汞公约》将自2017年8月16日生效。
2020年10月，中國国家药监局在其网站发布《国家药监局综合司关于履行关于汞的水俣公约有关事项的通知》，宣布自2026年1月1日起，中国将全面禁止生产含汞体温计和含汞血压计产品。

### 香港
2021年12月1日起，根據香港法例第640章《汞管制條例》，任何人進口或出口條例附表1第1部化學品（第1部化學品），即汞及汞混合物；或存放或使用條例附表1第2部化學品（第2部化學品），必須領有環保署發出的許可證。

## 对生物的影响
鱼和贝类通常会以甲基汞的形态在体内富集汞。甲基汞是一种毒性很强的有机汞。汞和甲基汞都是脂溶性的，所以它们主要富集于内脏，尽管所有的肌肉组织中也都含有汞。处于食物链顶端的鱼类，例如鲨鱼、海豚、旗鱼、国王鲭鱼、蓝鳍金枪鱼、长鳍金枪鱼和方头鱼，体内的汞含量会高于处于食物链低端的鱼类和贝类。当体内含有汞的鱼和贝类被捕食时，汞就会在捕食者内体内累积。鱼类排出甲基汞的速度低于富集的速度，所以组织中的汞含量会逐渐升高。食物链顶端的鱼类体内汞含量可达到被食用的鱼类体内汞含量的十倍。这个过程叫做生物放大作用或者生物富集作用。日本的水俣市曾经因此发生过汞中毒的事件，现在这种由汞中毒引起的严重神经疾病被称作水俣病。

## 延伸阅读
[在维基数据编辑]
 《欽定古今圖書集成·方輿彙編·坤輿典·汞部》，出自陈梦雷《古今圖書集成》

## 外部連結
- 元素汞在洛斯阿拉莫斯国家实验室的介紹（英文）
- —— 汞（英文）
- 元素汞在The Periodic Table of Videos（諾丁漢大學）的介紹（英文）
- 元素汞在Peter van der Krogt elements site的介紹（英文）
- WebElements.com – 汞（英文）
- 水銀 Shui Yin （页面存档备份，存于） 中藥標本數據庫 (香港浸會大學中醫藥學院) （繁體中文）（英文）